# Llista de topònims de Lladurs
Llista de topònims (noms propis de lloc) del municipi de Lladurs, al Solsonès
Informació actualitzada per un bot. Els canvis manuals es perdran quan s'actualitzi!

## abric rocós
| imatge | Nom               | Ubicat a | instància de | Detalls | coordenades                                                         | Protecció | Commons (més fotos) | Dades a WD                    |
| ------ | ----------------- | -------- | ------------ | ------- | ------------------------------------------------------------------- | --------- | ------------------- | ----------------------------- |
|        | Balma de la Serra | Lladurs  | abric rocós  |         | 42° 03′ 08″ N, 1° 28′ 26″ E / 42.0523374557028°N,1.47381438424981°E |           |                     | Modifica les dades a Wikidata |
|        | Cap del Forat     | Lladurs  | abric rocós  |         | 42° 04′ 39″ N, 1° 26′ 12″ E / 42.0775849502081°N,1.43657988200044°E |           |                     | Modifica les dades a Wikidata |
|        | la Bauma          | Lladurs  | abric rocós  |         | 42° 04′ 53″ N, 1° 27′ 42″ E / 42.081372328854°N,1.46158506745754°E  |           |                     | Modifica les dades a Wikidata |

## avenc
| imatge | Nom             | Ubicat a | instància de | Detalls | coordenades                                                         | Protecció | Commons (més fotos) | Dades a WD                    |
| ------ | --------------- | -------- | ------------ | ------- | ------------------------------------------------------------------- | --------- | ------------------- | ----------------------------- |
|        | Balma del Xerri | Lladurs  | avenc        |         | 42° 05′ 30″ N, 1° 33′ 30″ E / 42.0916168782403°N,1.55832471052722°E |           |                     | Modifica les dades a Wikidata |
|        | la Trona        | Lladurs  | avenc        |         | 42° 05′ 39″ N, 1° 33′ 36″ E / 42.0942049356815°N,1.56001945451168°E |           |                     | Modifica les dades a Wikidata |

## bosc
| imatge | Nom                         | Ubicat a   | instància de | Detalls | coordenades                                                             | Protecció | Commons (més fotos) | Dades a WD                    |
| ------ | --------------------------- | ---------- | ------------ | ------- | ----------------------------------------------------------------------- | --------- | ------------------- | ----------------------------- |
|        | bosc de Cinca               | Lladurs    | bosc         |         | 42° 03′ 27″ N, 1° 29′ 36″ E / 42.0575°N,1.493408°E 750 825 msnm         |           |                     | Modifica les dades a Wikidata |
|        | bosc de Riard               | Lladurs    | bosc         |         | 42° 04′ 39″ N, 1° 30′ 02″ E / 42.07756389°N,1.50050778°E 925 1100 msnm  |           |                     | Modifica les dades a Wikidata |
|        | bosc de Roquerot            | Montpolt   | bosc         |         | 42° 02′ 27″ N, 1° 24′ 54″ E / 42.04073333°N,1.41500833°E 600 700 msnm   |           |                     | Modifica les dades a Wikidata |
|        | bosc de Solanelles          | Terrassola | bosc         |         | 42° 03′ 48″ N, 1° 26′ 29″ E / 42.06329167°N,1.44142222°E 650 725 msnm   |           |                     | Modifica les dades a Wikidata |
|        | bosc de la Caseta           | Lladurs    | bosc         |         | 42° 01′ 11″ N, 1° 29′ 51″ E / 42.01959167°N,1.49759722°E 700 790 msnm   |           |                     | Modifica les dades a Wikidata |
|        | bosc de la Caseta de Solans | Lladurs    | bosc         |         | 42° 04′ 40″ N, 1° 22′ 26″ E / 42.0777°N,1.37397°E Montpolt 850 950 msnm |           |                     | Modifica les dades a Wikidata |

## castell
| imatge | Nom                   | Ubicat a     | instància de | Detalls                                                 | coordenades | Protecció                                            | Commons (més fotos)   | Dades a WD                    |
| ------ | --------------------- | ------------ | ------------ | ------------------------------------------------------- | --- | ---------------------------------------------------- | --------------------- | ----------------------------- |
|        | Castell d'Isanta      | els Torrents | castell      | Estat: ruïnós                                           | 42° 05′ 46″ N, 1° 31′ 01″ E / 42.09618333°N,1.51685278°E 1061 msnm                                                  |                                                      | Castell d'Isanta      | Modifica les dades a Wikidata |
|        | Castell de Lladurs    | Lladurs      | castell      | Estil: arquitectura romànica 14th century Estat: ruïnós | 42° 03′ 05″ N, 1° 31′ 07″ E / 42.05138889°N,1.51861111°E ca:Al Serrat del Castell, al sud del Pla de Riart 985 msnm | bé d'interès cultural bé cultural d'interès nacional | Castell de Lladurs    | Modifica les dades a Wikidata |
|        | Castell de Montpolt   | Montpolt     | castell      | Estat: enderrocat o destruït                            | 42° 05′ 15″ N, 1° 24′ 19″ E / 42.08747°N,1.405221°E ca:A la Roca de Montpol, Lladurs 1007 msnm                      | bé d'interès cultural bé cultural d'interès nacional | Castell de Montpol    | Modifica les dades a Wikidata |
|        | Castell de Terrassola | Terrassola   | castell      | Estat: ruïnós                                           | 42° 03′ 49″ N, 1° 26′ 02″ E / 42.063518°N,1.433988°E 646 msnm                                                       |                                                      | Castell de Terrassola | Modifica les dades a Wikidata |

## creu de terme
| imatge | Nom                       | Ubicat a | instància de                  | Detalls | coordenades                                                                                  | Protecció                   | Commons (més fotos)       | Dades a WD                    |
| ------ | ------------------------- | -------- | ----------------------------- | ------- | -------------------------------------------------------------------------------------------- | --------------------------- | ------------------------- | ----------------------------- |
|        | Santa Creu de Sant Vicenç | Lladurs  | creu de terme creu monumental |         | 42° 04′ 06″ N, 1° 30′ 34″ E / 42.0683243115005°N,1.50949971456333°E ca:Masia Riart 1029 msnm |                             | Santa Creu de Sant Vicenç | Modifica les dades a Wikidata |
|        | creu de l'Encontrella     | Lladurs  | creu de terme                 |         | 42° 02′ 11″ N, 1° 30′ 48″ E / 42.036378°N,1.51332°E 835 msnm                                 | bé cultural d'interès local |                           | Modifica les dades a Wikidata |
|        | la Creueta                | Montpolt | creu de terme creu monumental |         | 42° 04′ 32″ N, 1° 24′ 53″ E / 42.075473017076°N,1.41459430840681°E 815 msnm                  |                             |                           | Modifica les dades a Wikidata |

## curs d'aigua
| imatge | Nom                             | Ubicat a                                         | instància de | Detalls                                                                               | coordenades | Protecció | Commons (més fotos)     | Dades a WD                    |
| ------ | ------------------------------- | ------------------------------------------------ | ------------ | ------------------------------------------------------------------------------------- | --- | --------- | ----------------------- | ----------------------------- |
|        | Barranc de Cabiscol             | Lladurs                                          | curs d'aigua | Desemboca: Ribera Salada Llarg: 4.3km Anomenat per: Cabiscol                          | 42° 05′ 04″ N, 1° 24′ 13″ E / 42.084358°N,1.403645°E 42° 02′ 56″ N, 1° 25′ 22″ E / 42.048935°N,1.422891°E                                      |           | Barranc de Cabiscol     | Modifica les dades a Wikidata |
|        | Barranc de Pallarès             | Solsona Olius Lladurs                            | curs d'aigua | Desemboca: riu Negre Llarg: 5.41km Conca: 1049ha Anomenat per: Pallarès de Dalt       | 42° 00′ 58″ N, 1° 27′ 59″ E / 42.01624°N,1.4663630555555556°E 41° 59′ 47″ N, 1° 31′ 10″ E / 41.99646°N,1.5193880555555557°E                    |           |                         | Modifica les dades a Wikidata |
|        | Barranc de Querol               | Lladurs Castellar de la Ribera                   | curs d'aigua | Desemboca: Ribera Salada Llarg: 5.8km                                                 | 42° 04′ 18″ N, 1° 24′ 05″ E / 42.071777°N,1.401372°E 42° 01′ 36″ N, 1° 23′ 57″ E / 42.026603°N,1.399182°E                                      |           | Barranc de Querol       | Modifica les dades a Wikidata |
|        | Cardener                        | Solsonès Bages                                   | curs d'aigua | Desemboca: Llobregat Llarg: 87km Conca: 1374km²                                       | 42° 10′ 54″ N, 1° 34′ 44″ E / 42.181581°N,1.578805°E 41° 40′ 47″ N, 1° 51′ 10″ E / 41.679718°N,1.852642°E                                      |           | Cardener River          | Modifica les dades a Wikidata |
|        | Rabeig del Cavall               | Navès Lladurs                                    | curs d'aigua | Desemboca: Cardener Llarg: 0.49km                                                     | 42° 05′ 40″ N, 1° 34′ 29″ E / 42.09447°N,1.574757°E 42° 05′ 30″ N, 1° 34′ 45″ E / 42.091547°N,1.579266°E                                       |           | Rabeig del Cavall       | Modifica les dades a Wikidata |
|        | Ribera Salada                   | Lladurs Bassella Castellar de la Ribera          | curs d'aigua | Desemboca: Segre Llarg: 20km                                                          | 42° 05′ 13″ N, 1° 26′ 17″ E / 42.087024°N,1.437941°E 42° 00′ 54″ N, 1° 17′ 59″ E / 42.015°N,1.299756°E                                         |           | Ribera Salada           | Modifica les dades a Wikidata |
|        | Torrent Pregon                  | Lladurs                                          | curs d'aigua | Desemboca: Ribera Salada Llarg: 2.5km                                                 | 42° 05′ 20″ N, 1° 24′ 21″ E / 42.088914°N,1.405784°E 42° 04′ 41″ N, 1° 26′ 13″ E / 42.077942°N,1.436982°E                                      |           |                         | Modifica les dades a Wikidata |
|        | canal del Prior                 | Lladurs Navès                                    | curs d'aigua | Desemboca: rasa de Vilamala Llarg: 0.82km Conca: 318ha                                | 42° 06′ 13″ N, 1° 32′ 57″ E / 42.103474°N,1.549034°E 42° 06′ 39″ N, 1° 33′ 38″ E / 42.110787°N,1.560479°E                                      |           |                         | Modifica les dades a Wikidata |
|        | el Riard                        | Lladurs                                          | curs d'aigua | Desemboca: Ribera Salada Llarg: 11.3km Anomenat per: Riard                            | 42° 05′ 16″ N, 1° 30′ 22″ E / 42.087679°N,1.506211°E 42° 02′ 41″ N, 1° 25′ 24″ E / 42.044707°N,1.423195°E                                      |           | El Riard                | Modifica les dades a Wikidata |
|        | rasa de Canadilla               | Lladurs                                          | curs d'aigua | Desemboca: rasa de Vilanova Llarg: 3.21km Conca: 215ha                                | 42° 05′ 32″ N, 1° 31′ 31″ E / 42.092143°N,1.525196°E 42° 04′ 01″ N, 1° 31′ 00″ E / 42.066893°N,1.516697°E                                      |           |                         | Modifica les dades a Wikidata |
|        | rasa de Capdevila               | Lladurs Navès                                    | curs d'aigua | Desemboca: Cardener Llarg: 2.17km Conca: 136ha Anomenat per: Capdevila                | 42° 06′ 04″ N, 1° 33′ 43″ E / 42.101007°N,1.561839°E 42° 05′ 18″ N, 1° 34′ 39″ E / 42.088468°N,1.577545°E                                      |           | Rasa de Capdevila       | Modifica les dades a Wikidata |
|        | rasa de Costafreda              | Lladurs                                          | curs d'aigua | Desemboca: rasa de Vilanova Llarg: 2.19km Conca: 93.1ha Anomenat per: Costafreda      | 42° 04′ 04″ N, 1° 32′ 00″ E / 42.067841°N,1.533198°E 42° 02′ 55″ N, 1° 32′ 19″ E / 42.048606°N,1.538625°E                                      |           |                         | Modifica les dades a Wikidata |
|        | rasa de Fontferrera             | Lladurs                                          | curs d'aigua | Desemboca: riera de Canalda Llarg: 2km                                                | 42° 05′ 42″ N, 1° 31′ 52″ E / 42.09505556°N,1.531225°E 42° 05′ 44″ N, 1° 30′ 34″ E / 42.09565°N,1.509407°E                                     |           | Rasa de Fontferrera     | Modifica les dades a Wikidata |
|        | rasa de Llera                   | Lladurs                                          | curs d'aigua | Desemboca: rasa de Solsona Llarg: 0.78km Conca: 28ha Anomenat per: Llera              | 42° 01′ 36″ N, 1° 31′ 23″ E / 42.026712°N,1.523162°E 42° 01′ 34″ N, 1° 30′ 52″ E / 42.026005°N,1.514433°E                                      |           |                         | Modifica les dades a Wikidata |
|        | rasa de Meix                    | Lladurs Olius                                    | curs d'aigua | Desemboca: Cardener Llarg: 7.37km Conca: 826ha                                        | 42° 03′ 49″ N, 1° 30′ 39″ E / 42.06365388888889°N,1.5108180555555557°E 42° 01′ 35″ N, 1° 33′ 47″ E / 42.026495°N,1.563161111111111°E           |           | Rasa de Meix            | Modifica les dades a Wikidata |
|        | rasa de Palou                   | Lladurs                                          | curs d'aigua | Desemboca: riera de Canalda Llarg: 1.1km                                              | 42° 05′ 29″ N, 1° 29′ 26″ E / 42.091277°N,1.490613°E 42° 05′ 39″ N, 1° 28′ 43″ E / 42.094205°N,1.47873°E                                       |           | Rasa de Palou           | Modifica les dades a Wikidata |
|        | rasa de Puitdeponç              | Lladurs                                          | curs d'aigua | Desemboca: Cardener Llarg: 1.93km Conca: 461ha                                        | 42° 04′ 16″ N, 1° 33′ 21″ E / 42.071151°N,1.555881°E 42° 03′ 29″ N, 1° 34′ 05″ E / 42.058079°N,1.56816°E                                       |           |                         | Modifica les dades a Wikidata |
|        | rasa de Rotgers                 | Lladurs Solsona                                  | curs d'aigua | Desemboca: riu Negre Llarg: 2.25km Conca: 147ha Anomenat per: Rotgers                 | 42° 01′ 25″ N, 1° 31′ 23″ E / 42.023606111111114°N,1.5229438888888889°E 42° 00′ 24″ N, 1° 30′ 48″ E / 42.00670194444445°N,1.5132219444444446°E |           |                         | Modifica les dades a Wikidata |
|        | rasa de Santandreu              | Lladurs                                          | curs d'aigua | Desemboca: Cardener Llarg: 5.09km Conca: 394ha                                        | 42° 04′ 49″ N, 1° 32′ 20″ E / 42.080236°N,1.538943°E 42° 02′ 42″ N, 1° 33′ 57″ E / 42.045066°N,1.565703°E                                      |           |                         | Modifica les dades a Wikidata |
|        | rasa de Socarrats               | Lladurs                                          | curs d'aigua | Desemboca: Ribera Salada Llarg: 5.25km                                                | 42° 03′ 00″ N, 1° 28′ 19″ E / 42.049892°N,1.472072°E 42° 02′ 06″ N, 1° 25′ 12″ E / 42.034894°N,1.420019°E                                      |           |                         | Modifica les dades a Wikidata |
|        | rasa de Solanelles              | Lladurs                                          | curs d'aigua | Desemboca: rasa del Barranc Llarg: 1.6km Anomenat per: Solanelles                     | 42° 04′ 42″ N, 1° 27′ 13″ E / 42.078214°N,1.453586°E 42° 03′ 50″ N, 1° 27′ 16″ E / 42.06379°N,1.454583°E                                       |           |                         | Modifica les dades a Wikidata |
|        | rasa de Solsona                 | Lladurs                                          | curs d'aigua | Desemboca: riu Negre Llarg: 1.88km Conca: 137ha                                       | 42° 01′ 46″ N, 1° 31′ 00″ E / 42.029458°N,1.516653°E 42° 00′ 58″ N, 1° 30′ 28″ E / 42.016181°N,1.507817°E                                      |           |                         | Modifica les dades a Wikidata |
|        | rasa de Torrenteller            | Lladurs Navès                                    | curs d'aigua | Desemboca: Cardener Llarg: 4.1km Conca: 358ha                                         | 42° 06′ 16″ N, 1° 32′ 41″ E / 42.104422°N,1.544662°E 42° 04′ 40″ N, 1° 34′ 17″ E / 42.077649°N,1.571368°E                                      |           | Rasa de Torrenteller    | Modifica les dades a Wikidata |
|        | rasa de Vila-seca               | Lladurs                                          | curs d'aigua | Desemboca: rasa de Vilanova Llarg: 3.29km Conca: 185ha Anomenat per: Vila-seca        | 42° 05′ 02″ N, 1° 31′ 58″ E / 42.083972°N,1.532888°E 42° 03′ 20″ N, 1° 31′ 45″ E / 42.055671°N,1.529116°E                                      |           |                         | Modifica les dades a Wikidata |
|        | rasa de Vilamala                | Navès Lladurs Odèn                               | curs d'aigua | Desemboca: Cardener Llarg: 2.26m                                                      | 42° 06′ 20″ N, 1° 32′ 49″ E / 42.10548°N,1.546944°E 42° 06′ 28″ N, 1° 34′ 09″ E / 42.107716°N,1.569132°E Clot de Vilamala                      |           | Rasa de Vilamala        | Modifica les dades a Wikidata |
|        | rasa de Vilanova                | Lladurs Olius                                    | curs d'aigua | Desemboca: Cardener Llarg: 9.24km Conca: 1093km² Anomenat per: Vilanova               | 42° 05′ 32″ N, 1° 31′ 43″ E / 42.092325°N,1.528581111111111°E 42° 02′ 09″ N, 1° 33′ 49″ E / 42.03570388888889°N,1.5635938888888887°E           |           |                         | Modifica les dades a Wikidata |
|        | rasa de Vilardell               | Lladurs                                          | curs d'aigua | Desemboca: el Riard Llarg: 2.6km Anomenat per: Vilardell                              | 42° 04′ 36″ N, 1° 29′ 17″ E / 42.076735°N,1.488126°E 42° 03′ 34″ N, 1° 28′ 22″ E / 42.059406°N,1.472747°E                                      |           |                         | Modifica les dades a Wikidata |
|        | rasa de cal Reig                | Lladurs                                          | curs d'aigua | Desemboca: Ribera Salada Llarg: 3.3km Anomenat per: Cal Reig                          | 42° 05′ 08″ N, 1° 24′ 23″ E / 42.08546°N,1.406426°E 42° 04′ 04″ N, 1° 26′ 03″ E / 42.067838°N,1.43413°E                                        |           |                         | Modifica les dades a Wikidata |
|        | rasa de l'Espuella              | Lladurs Castellar de la Ribera                   | curs d'aigua | Desemboca: Barranc de Querol Llarg: 2km                                               | 42° 03′ 30″ N, 1° 23′ 38″ E / 42.058258°N,1.393906°E 42° 02′ 36″ N, 1° 24′ 18″ E / 42.043333°N,1.405084°E                                      |           |                         | Modifica les dades a Wikidata |
|        | rasa de l'Hostal de les Forques | Olius Lladurs                                    | curs d'aigua | Desemboca: Barranc de Pallarès Llarg: 1.2km Conca: 81ha                               | 42° 00′ 58″ N, 1° 27′ 59″ E / 42.016245°N,1.4663688888888888°E 42° 00′ 47″ N, 1° 28′ 46″ E / 42.012948888888886°N,1.479316111111111°E          |           |                         | Modifica les dades a Wikidata |
|        | rasa de l'Om                    | Lladurs                                          | curs d'aigua | Desemboca: riu Negre Llarg: 3.3km Conca: 273ha Anomenat per: l'Om                     | 42° 02′ 43″ N, 1° 29′ 48″ E / 42.045349°N,1.496724°E 42° 01′ 19″ N, 1° 30′ 04″ E / 42.021843°N,1.501228°E                                      |           |                         | Modifica les dades a Wikidata |
|        | rasa de la Font del Martí       | Lladurs                                          | curs d'aigua | Desemboca: rasa del Barranc Llarg: 1.3km                                              | 42° 04′ 46″ N, 1° 27′ 33″ E / 42.079347°N,1.459119°E 42° 04′ 05″ N, 1° 27′ 28″ E / 42.068182°N,1.457673°E                                      |           |                         | Modifica les dades a Wikidata |
|        | rasa de la Mosella              | Lladurs                                          | curs d'aigua | Desemboca: Ribera Salada Llarg: 4.4km Anomenat per: la Mosella                        | 42° 01′ 46″ N, 1° 28′ 15″ E / 42.029573°N,1.470707°E 42° 01′ 56″ N, 1° 25′ 21″ E / 42.032127°N,1.422572°E                                      |           | Rasa de la Mosella      | Modifica les dades a Wikidata |
|        | rasa de la Salada Vella         | Lladurs                                          | curs d'aigua | Desemboca: Cardener Llarg: 4.69km Conca: 461ha Anomenat per: la Salada Vella          | 42° 05′ 49″ N, 1° 32′ 01″ E / 42.097055°N,1.533714°E 42° 04′ 27″ N, 1° 34′ 16″ E / 42.074117°N,1.571226°E                                      |           | Rasa de la Salada Vella | Modifica les dades a Wikidata |
|        | rasa de la Torre d'en Dac       | Lladurs                                          | curs d'aigua | Desemboca: Barranc de Pallarès Llarg: 2.4km Conca: 208ha Anomenat per: Torre d'en Dac | 42° 01′ 43″ N, 1° 28′ 37″ E / 42.028625°N,1.476961°E 42° 00′ 40″ N, 1° 29′ 18″ E / 42.011066°N,1.488276°E                                      |           |                         | Modifica les dades a Wikidata |
|        | rasa del Barranc                | Lladurs                                          | curs d'aigua | Desemboca: riu Fred Llarg: 2.93km Conca: 178.9ha                                      | 42° 06′ 21″ N, 1° 23′ 39″ E / 42.10585°N,1.394138°E 42° 06′ 17″ N, 1° 25′ 40″ E / 42.104766°N,1.427715°E                                       |           |                         | Modifica les dades a Wikidata |
|        | rasa del Barranc                | Lladurs                                          | curs d'aigua | Desemboca: el Riard Llarg: 2.3km                                                      | 42° 04′ 41″ N, 1° 28′ 06″ E / 42.078181°N,1.468453°E 42° 03′ 42″ N, 1° 27′ 15″ E / 42.0618°N,1.454114°E                                        |           |                         | Modifica les dades a Wikidata |
|        | rasa del Clot de la Roca        | Lladurs                                          | curs d'aigua | Desemboca: el Riard Llarg: 2.6km                                                      | 42° 04′ 38″ N, 1° 28′ 17″ E / 42.077256°N,1.471352°E 42° 03′ 43″ N, 1° 27′ 31″ E / 42.061917°N,1.458474°E                                      |           |                         | Modifica les dades a Wikidata |
|        | rasa del Malpàs                 | Lladurs                                          | curs d'aigua | Desemboca: riu Fred Llarg: 3.06km Conca: 266.5ha                                      | 42° 06′ 06″ N, 1° 23′ 51″ E / 42.101747°N,1.397632°E 42° 05′ 57″ N, 1° 25′ 42″ E / 42.099249°N,1.428332°E                                      |           |                         | Modifica les dades a Wikidata |
|        | rasa del Puit                   | Lladurs                                          | curs d'aigua | Desemboca: Cardener Llarg: 2.26km Conca: 108ha Anomenat per: el Puit dels Torrents    | 42° 03′ 54″ N, 1° 33′ 08″ E / 42.065057°N,1.552206°E 42° 03′ 11″ N, 1° 33′ 58″ E / 42.052936°N,1.565973°E                                      |           |                         | Modifica les dades a Wikidata |
|        | rasa del Roure                  | Lladurs                                          | curs d'aigua | Desemboca: rasa de Socarrats Llarg: 4km Anomenat per: el Roure                        | 42° 02′ 22″ N, 1° 28′ 51″ E / 42.039431°N,1.480925°E 42° 02′ 30″ N, 1° 26′ 29″ E / 42.041708°N,1.441465°E                                      |           |                         | Modifica les dades a Wikidata |
|        | rasa dels Torrents              | Lladurs                                          | curs d'aigua | Desemboca: rasa de Santandreu Llarg: 1.46km Conca: 106ha Anomenat per: els Torrents   | 42° 04′ 23″ N, 1° 32′ 55″ E / 42.073086°N,1.548654°E 42° 03′ 37″ N, 1° 32′ 33″ E / 42.060176°N,1.542609°E                                      |           |                         | Modifica les dades a Wikidata |
|        | riera de Canalda                | Odèn Lladurs la Coma i la Pedra                  | curs d'aigua | Desemboca: Ribera Salada Llarg: 19.8km                                                | 42° 10′ 45″ N, 1° 31′ 15″ E / 42.179029°N,1.52073°E 42° 05′ 13″ N, 1° 26′ 17″ E / 42.086926°N,1.437995°E                                       |           | Riera de Canalda        | Modifica les dades a Wikidata |
|        | riu Fred                        | Odèn Lladurs                                     | curs d'aigua | Desemboca: Ribera Salada Llarg: 10.42km Conca: 26.77km²                               | 42° 08′ 39″ N, 1° 22′ 03″ E / 42.144223°N,1.367526°E 42° 05′ 13″ N, 1° 26′ 17″ E / 42.086912°N,1.437989°E                                      |           | Riu Fred (Odèn)         | Modifica les dades a Wikidata |
|        | riu Negre                       | Solsona Riner Lladurs Clariana de Cardener Olius | curs d'aigua | Desemboca: Cardener Llarg: 26.3km Conca: 108.28km²                                    | 42° 02′ 43″ N, 1° 29′ 17″ E / 42.04524305555555°N,1.4879669444444446°E 41° 55′ 49″ N, 1° 38′ 03″ E / 41.93026388888889°N,1.6342619444444444°E  |           | Riu Negre (Solsonès)    | Modifica les dades a Wikidata |
|        | torrent de Sant Gili            | Lladurs                                          | curs d'aigua | Desemboca: rasa del Malpàs Llarg: 2.29km Conca: 123.9ha                               | 42° 05′ 32″ N, 1° 24′ 08″ E / 42.092183°N,1.402171°E 42° 05′ 51″ N, 1° 25′ 26″ E / 42.097532°N,1.423967°E                                      |           |                         | Modifica les dades a Wikidata |
|        | torrent de la Vila              | Lladurs Castellar de la Ribera                   | curs d'aigua | Desemboca: Ribera Salada Llarg: 10.7km                                                | 42° 06′ 23″ N, 1° 23′ 20″ E / 42.106526°N,1.388861°E 42° 01′ 23″ N, 1° 22′ 19″ E / 42.023123°N,1.372011°E                                      |           | Torrent de la Vila      | Modifica les dades a Wikidata |

## entitat singular de població
| imatge | Nom                | Ubicat a | instància de                                   | Detalls | coordenades                                                       | Protecció | Commons (més fotos)    | Dades a WD                    |
| ------ | ------------------ | -------- | ---------------------------------------------- | ------- | ----------------------------------------------------------------- | --------- | ---------------------- | ----------------------------- |
|        | Lladurs            | Lladurs  | entitat singular de població capital municipal | 64 hab  | 42° 02′ 41″ N, 1° 30′ 28″ E / 42.044704°N,1.507684°E 827 msnm     |           |                        | Modifica les dades a Wikidata |
|        | Montpolt           | Lladurs  | entitat singular de població                   | 32 hab  | 42° 05′ 14″ N, 1° 24′ 49″ E / 42.0873°N,1.41374°E 838 msnm        |           | Montpol                | Modifica les dades a Wikidata |
|        | Terrassola         | Lladurs  | entitat singular de població                   | 19 hab  | 42° 03′ 49″ N, 1° 26′ 04″ E / 42.06351389°N,1.43446083°E 646 msnm |           | Terrassola (Lladurs)   | Modifica les dades a Wikidata |
|        | Timoneda           | Lladurs  | entitat singular de població                   | 17 hab  | 42° 04′ 40″ N, 1° 28′ 18″ E / 42.07775278°N,1.47173333°E 925 msnm |           | Timoneda (Lladurs)     | Modifica les dades a Wikidata |
|        | el Pla dels Roures | Lladurs  | entitat singular de població                   | 11 hab  | 42° 02′ 05″ N, 1° 25′ 19″ E / 42.034604°N,1.422081°E 550 msnm     |           | El Pla dels Roures     | Modifica les dades a Wikidata |
|        | els Torrents       | Lladurs  | entitat singular de població                   | 25 hab  | 42° 03′ 48″ N, 1° 32′ 35″ E / 42.06327222°N,1.54317222°E 936 msnm |           | Els Torrents (Lladurs) | Modifica les dades a Wikidata |
|        | la Llena           | Lladurs  | entitat singular de població                   | 17 hab  | 42° 03′ 18″ N, 1° 27′ 39″ E / 42.05495556°N,1.46091944°E 760 msnm |           | La Llena (Lladurs)     | Modifica les dades a Wikidata |

## església
| imatge | Nom                                        | Ubicat a     | instància de                 | Detalls                                                                              | coordenades                                                                                                  | Protecció                   | Commons (més fotos)                        | Dades a WD                    |
| ------ | ------------------------------------------ | ------------ | ---------------------------- | ------------------------------------------------------------------------------------ | --- | --------------------------- | ------------------------------------------ | ----------------------------- |
|        | Mare de Déu de les Neus de Palou           | Timoneda     | església ermita              | Estil: arquitectura romànica Estat: ruïnós                                           | 42° 05′ 27″ N, 1° 29′ 06″ E / 42.090893°N,1.485024°E ca:masia de Palou del Call 931 msnm                     | bé cultural d'interès local |                                            | Modifica les dades a Wikidata |
|        | Sant Agustí d'Isanta                       | els Torrents | església                     | Estil: arquitectura romànica 11st century                                            | 42° 05′ 46″ N, 1° 31′ 00″ E / 42.0961°N,1.51655°E 1061 msnm                                                  | bé cultural d'interès local | Sant Agustí d'Isanta                       | Modifica les dades a Wikidata |
|        | Sant Antoni de Pàdua de Serentill          | Montpolt     | església capella             | Estil: arquitectura barroca Anomenat per: Serentill                                  | 42° 05′ 25″ N, 1° 25′ 02″ E / 42.09031°N,1.4173°E ca:Adossada a la masia de Serentill 822 msnm               | bé cultural d'interès local |                                            | Modifica les dades a Wikidata |
|        | Sant Esteve de Castellonet                 | els Torrents | església capella             | Estil: arquitectura romànica Estat: ruïnós Anomenat per: Castelló                    | 42° 04′ 37″ N, 1° 34′ 05″ E / 42.07703°N,1.56795°E ca:Adossat a la masia de Castelló 786 msnm                | bé cultural d'interès local |                                            | Modifica les dades a Wikidata |
|        | Sant Esteve de Cuscullola                  | Montpolt     | església capella             | Anomenat per: Coscollola                                                             | 42° 05′ 11″ N, 1° 23′ 18″ E / 42.08637°N,1.38821°E ca:Adossada a la masia de Coscollola 978 msnm             | bé cultural d'interès local |                                            | Modifica les dades a Wikidata |
|        | Sant Jaume de Torre d'en Dac               | Lladurs      | església capella             | Estil: arquitectura romànica arquitectura popular Estat: parcialment destruït        | 42° 01′ 02″ N, 1° 28′ 51″ E / 42.01732°N,1.48084°E ca:Masia Torre d'en Dac 832 msnm                          | bé cultural d'interès local |                                            | Modifica les dades a Wikidata |
|        | Sant Jaume de Torrenteller                 | els Torrents | església ermita              | Estil: arquitectura romànica Estat: ruïnós Anomenat per: Torrenteller                | 42° 05′ 10″ N, 1° 33′ 06″ E / 42.08607°N,1.55165°E ca:A ponent de la masia de Torrenteller 1101 msnm         | bé cultural d'interès local | Sant Jaume de Torrenteller                 | Modifica les dades a Wikidata |
|        | Sant Joan de Castellonet                   | els Torrents | església ermita              | Estil: arquitectura romànica Estat: ruïnós Anomenat per: Castelló                    | 42° 04′ 36″ N, 1° 34′ 06″ E / 42.07669444°N,1.56830472°E ca:Prop de la masia Castelló 789 msnm               | bé cultural d'interès local |                                            | Modifica les dades a Wikidata |
|        | Sant Julià dels Torrents                   | els Torrents | església                     | 18th century Estat: ruïnós                                                           | 42° 03′ 48″ N, 1° 32′ 35″ E / 42.0633138775126°N,1.54292676803672°E 936 msnm                                 | bé cultural d'interès local |                                            | Modifica les dades a Wikidata |
|        | Sant Miquel de Montpol                     | Montpolt     | església església parroquial | 17th century                                                                         | 42° 05′ 14″ N, 1° 24′ 49″ E / 42.08715°N,1.41354°E 837 msnm                                                  | bé cultural d'interès local | Sant Miquel de Montpol                     | Modifica les dades a Wikidata |
|        | Sant Miquel de Vilanova dels Torrents      | els Torrents | església                     | Estil: arquitectura romànica 11st century                                            | 42° 04′ 47″ N, 1° 31′ 27″ E / 42.0797°N,1.52423°E ca:Ctra. St. Llorenç, km 12 1088 msnm                      | bé cultural d'interès local | Església de Sant Miquel de Vilanova        | Modifica les dades a Wikidata |
|        | Sant Pau de Terrassola                     | Terrassola   | església                     | Estil: arquitectura romànica Estat: ruïnós                                           | 42° 03′ 49″ N, 1° 26′ 08″ E / 42.06354°N,1.43559°E ca:El Pla dels Roures 667 msnm                            | bé cultural d'interès local |                                            | Modifica les dades a Wikidata |
|        | Sant Pere de Capdevila                     | els Torrents | església ermita              | Estil: arquitectura romànica Estat: ruïnós Anomenat per: Capdevila                   | 42° 05′ 53″ N, 1° 34′ 23″ E / 42.098052°N,1.573138°E ca:Masia de Capdevila 1135 msnm                         | bé cultural d'interès local | Sant Pere de Capdevila                     | Modifica les dades a Wikidata |
|        | Sant Pere i Sant Pau de Graus              | la Llena     | església ermita              | Estat: ruïnós Anomenat per: Graus                                                    | 42° 02′ 39″ N, 1° 26′ 18″ E / 42.044196°N,1.438323°E ca:A ponent de la masia de Graus 681 msnm               |                             |                                            | Modifica les dades a Wikidata |
|        | Sant Salvador d'Aubets                     | Lladurs      | església ermita              | Estil: arquitectura romànica 12nd century Estat: ruïnós Anomenat per: Aubets         | 42° 01′ 51″ N, 1° 27′ 56″ E / 42.030879°N,1.465434°E ca:Al nord de la masia d'Aubets 741 msnm                | bé cultural d'interès local |                                            | Modifica les dades a Wikidata |
|        | Sant Salvador de Puigsec                   | els Torrents | església ermita              | Estil: arquitectura romànica arquitectura gòtica Estat: ruïnós Anomenat per: Puigsec | 42° 02′ 09″ N, 1° 33′ 01″ E / 42.0357049820393°N,1.55038351543331°E ca:Masia de Puigsec 747 msnm             | bé cultural d'interès local |                                            | Modifica les dades a Wikidata |
|        | Sant Serni de la Llena                     | la Llena     | església església parroquial | Estil: arquitectura romànica 11st century                                            | 42° 03′ 18″ N, 1° 27′ 39″ E / 42.055°N,1.46094°E ca:Ctra. Solsona-Bassella, km 3,7 755 msnm                  | bé cultural d'interès local | Sant Serni de la Llena                     | Modifica les dades a Wikidata |
|        | Sant Vicenç de Foix                        | els Torrents | església ermita              | Estil: arquitectura preromànica Anomenat per: Foix                                   | 42° 02′ 26″ N, 1° 33′ 27″ E / 42.040670344312°N,1.5574698260436°E ca:Prop de la masia de Foix 701 msnm       | bé cultural d'interès local |                                            | Modifica les dades a Wikidata |
|        | Sant Vicenç de Riart                       | Lladurs      | església capella             |                                                                                      | 42° 04′ 12″ N, 1° 30′ 29″ E / 42.070137°N,1.507946°E ca:Masia de Riart 1030 msnm                             |                             | Sant Vicenç de Riart                       | Modifica les dades a Wikidata |
|        | Santa Eulàlia de Timoneda                  | Timoneda     | església església parroquial | Estil: arquitectura romànica 11st century                                            | 42° 04′ 40″ N, 1° 28′ 18″ E / 42.0778°N,1.47173°E 927 msnm                                                   | bé cultural d'interès local | Santa Eulàlia de Timoneda                  | Modifica les dades a Wikidata |
|        | Santa Magdalena del Vilar                  | Timoneda     | església capella             | Estil: arquitectura romànica Anomenat per: el Vilar                                  | 42° 04′ 36″ N, 1° 27′ 03″ E / 42.0766°N,1.4508°E ca:Masia del Vilar 816 msnm                                 | bé cultural d'interès local |                                            | Modifica les dades a Wikidata |
|        | Santa Margarida del Soler                  | Timoneda     | església ermita              | Estil: arquitectura romànica Anomenat per: el Soler de Timoneda                      | 42° 03′ 48″ N, 1° 29′ 16″ E / 42.06337°N,1.48783°E ca:Al nord-est de la masia del Soler de Timoneda 847 msnm | bé cultural d'interès local |                                            | Modifica les dades a Wikidata |
|        | Santa Maria de Lladurs                     | Lladurs      | església església parroquial | 20th century                                                                         | 42° 02′ 41″ N, 1° 30′ 31″ E / 42.0446°N,1.5086°E ca:Ctra. St. Llorenç, km 5 832 msnm                         | bé cultural d'interès local | Santa Maria de Lladurs                     | Modifica les dades a Wikidata |
|        | Santa Maria de Porredon                    | Montpolt     | església ermita              | Estil: arquitectura romànica Anomenat per: Porredon                                  | 42° 03′ 29″ N, 1° 24′ 12″ E / 42.05797°N,1.40346°E ca:A llevant de la masia de Porredon 742 msnm             | bé cultural d'interès local |                                            | Modifica les dades a Wikidata |
|        | Santa Maria de Solanes                     | Montpolt     | església                     | Estil: arquitectura romànica 11st century                                            | 42° 04′ 03″ N, 1° 22′ 43″ E / 42.067524°N,1.378738°E 787 msnm                                                | bé cultural d'interès local | Santa Maria de Solanes                     | Modifica les dades a Wikidata |
|        | Santuari de la Mare de Déu de Massarrúbies | Montpolt     | església                     | Estil: arquitectura barroca                                                          | 42° 04′ 06″ N, 1° 24′ 55″ E / 42.068345°N,1.415254°E ca:A la masia de Cabiscol 770 msnm                      | bé cultural d'interès local | Santuari de la Mare de Déu de Massarrúbies | Modifica les dades a Wikidata |

## font
| imatge | Nom                          | Ubicat a     | instància de | Detalls | coordenades                                                                                                   | Protecció | Commons (més fotos) | Dades a WD                    |
| ------ | ---------------------------- | ------------ | ------------ | ------- | --- | --------- | ------------------- | ----------------------------- |
|        | Fonts Caldes                 | Timoneda     | font         |         | 42° 05′ 54″ N, 1° 29′ 26″ E / 42.0983921043531°N,1.49059576933462°E ca:Al peu de la Riera de Canalda 790 msnm |           |                     | Modifica les dades a Wikidata |
|        | font de Santandreu           | els Torrents | font         |         | 42° 04′ 24″ N, 1° 32′ 23″ E / 42.0732237214621°N,1.53961759606399°E 1029 msnm                                 |           |                     | Modifica les dades a Wikidata |
|        | font de la Casanova de Cinca | Lladurs      | font         |         | 42° 02′ 33″ N, 1° 29′ 51″ E / 42.042564°N,1.497371°E 815 msnm                                                 |           |                     | Modifica les dades a Wikidata |
|        | font de la Tosca             | Lladurs      | font         |         | 42° 02′ 35″ N, 1° 28′ 15″ E / 42.0429501307298°N,1.47089768401496°E 750 msnm                                  |           |                     | Modifica les dades a Wikidata |
|        | font dels Camps              | Lladurs      | font         |         | 42° 03′ 27″ N, 1° 31′ 32″ E / 42.057377959543°N,1.5256705217325°E 850 msnm                                    |           |                     | Modifica les dades a Wikidata |
|        | font dels Cóms               | els Torrents | font         |         | 42° 03′ 59″ N, 1° 31′ 06″ E / 42.066288058268°N,1.5182122887261°E 913 msnm                                    |           |                     | Modifica les dades a Wikidata |

## hàbitat troglodític
| imatge | Nom                  | Ubicat a | instància de        | Detalls                                | coordenades                                                                  | Protecció | Commons (més fotos) | Dades a WD                    |
| ------ | -------------------- | -------- | ------------------- | -------------------------------------- | ---------------------------------------------------------------------------- | --------- | ------------------- | ----------------------------- |
|        | Balma de Puigpinós   | Timoneda | hàbitat troglodític | Estat: ruïnós Llarg: 9.82m Ample: 4.3m | 42° 04′ 49″ N, 1° 27′ 49″ E / 42.0802°N,1.46353°E 875 msnm                   |           |                     | Modifica les dades a Wikidata |
|        | Casa de Riufred      | Montpolt | hàbitat troglodític | Estat: ruïnós                          | 42° 06′ 07″ N, 1° 25′ 36″ E / 42.1019361127802°N,1.42658495041383°E 720 msnm |           |                     | Modifica les dades a Wikidata |
|        | Les Cambres de Llera | Lladurs  | hàbitat troglodític |                                        | 42° 02′ 07″ N, 1° 30′ 55″ E / 42.0353358876899°N,1.51517580570676°E 841 msnm |           |                     | Modifica les dades a Wikidata |

## indret
| imatge | Nom               | Ubicat a                       | instància de | Detalls      | coordenades                                                                                     | Protecció | Commons (més fotos)    | Dades a WD                    |
| ------ | ----------------- | ------------------------------ | ------------ | ------------ | ----------------------------------------------------------------------------------------------- | --------- | ---------------------- | ----------------------------- |
|        | Aigüesjuntes      | Lladurs Odèn                   | indret       |              | 42° 05′ 13″ N, 1° 26′ 17″ E / 42.08691111°N,1.43798333°E ca:desembocadura del Riu Fred 640 msnm |           | Aigüesjuntes (Lladurs) | Modifica les dades a Wikidata |
|        | Clot de Vilamala  | Guixers Odèn Lladurs Navès     | indret       |              | 42° 06′ 39″ N, 1° 33′ 39″ E / 42.1107°N,1.560828°E 900 1375 msnm                                |           | Clot de Vilamala       | Modifica les dades a Wikidata |
|        | Costa de Borrells | Lladurs                        | indret       |              | 42° 02′ 55″ N, 1° 31′ 41″ E / 42.0485°N,1.52813°E 800 960 msnm                                  |           |                        | Modifica les dades a Wikidata |
|        | Devesa d'Aubets   | Lladurs                        | indret       |              | 42° 01′ 55″ N, 1° 27′ 45″ E / 42.03208056°N,1.46256111°E la Llena 735 msnm                      |           |                        | Modifica les dades a Wikidata |
|        | El Planàs         | Lladurs                        | indret       |              | 42° 04′ 05″ N, 1° 23′ 50″ E / 42.0681°N,1.39735°E ca:Montpol 800 850 msnm                       |           |                        | Modifica les dades a Wikidata |
|        | Gorja del Clop    | Lladurs                        | indret       | Llarg: 0.9km | 42° 04′ 34″ N, 1° 26′ 10″ E / 42.07610278°N,1.436175°E                                          |           | Gorja del Clop         | Modifica les dades a Wikidata |
|        | La Devesa Vella   | Lladurs                        | indret       |              | 42° 03′ 53″ N, 1° 28′ 04″ E / 42.06480556°N,1.46791472°E ca:Timoneda 725 msnm                   |           |                        | Modifica les dades a Wikidata |
|        | Pla Gran          | Castellar de la Ribera Lladurs | indret       |              | 42° 02′ 07″ N, 1° 24′ 44″ E / 42.03535389°N,1.41212222°E 600 630 msnm                           |           |                        | Modifica les dades a Wikidata |
|        | Pla de Riard      | Lladurs                        | indret       | Llarg: 4.5km | 42° 03′ 52″ N, 1° 30′ 44″ E / 42.0645°N,1.51224°E ca:Els Torrents 1000 1100 msnm                |           | Pla de Riard           | Modifica les dades a Wikidata |

## masia
| imatge | Nom                        | Ubicat a           | instància de                   | Detalls                                                | coordenades                                                                                              | Protecció                                            | Commons (més fotos)        | Dades a WD                    |
| ------ | -------------------------- | ------------------ | ------------------------------ | ------------------------------------------------------ | --- | ---------------------------------------------------- | -------------------------- | ----------------------------- |
|        | Angrill                    | Montpolt           | masia                          |                                                        | 42° 04′ 27″ N, 1° 24′ 04″ E / 42.0743°N,1.40117°E 857 msnm                                               |                                                      |                            | Modifica les dades a Wikidata |
|        | Aubets                     | Lladurs            | masia                          |                                                        | 42° 01′ 36″ N, 1° 27′ 43″ E / 42.0266°N,1.46192°E 766 msnm                                               |                                                      |                            | Modifica les dades a Wikidata |
|        | Borrells                   | Lladurs            | masia                          |                                                        | 42° 02′ 59″ N, 1° 31′ 11″ E / 42.0496°N,1.51986°E 882 msnm                                               |                                                      |                            | Modifica les dades a Wikidata |
|        | Cabiscol                   | Montpolt           | masia                          |                                                        | 42° 04′ 04″ N, 1° 24′ 55″ E / 42.06766111°N,1.41535278°E 762 msnm                                        |                                                      | Cabiscol (Lladurs)         | Modifica les dades a Wikidata |
|        | Cal Boig                   | Montpolt           | masia                          | Estat: enderrocat o destruït                           | 42° 04′ 47″ N, 1° 23′ 42″ E / 42.0796766851399°N,1.39500164337909°E 907 msnm                             |                                                      |                            | Modifica les dades a Wikidata |
|        | Cal Costa                  | els Torrents       | masia                          | Estat: enderrocat o destruït                           | 42° 05′ 08″ N, 1° 31′ 49″ E / 42.085629°N,1.530383°E 1207 msnm                                           |                                                      |                            | Modifica les dades a Wikidata |
|        | Cal Fuster                 | Timoneda           | masia                          | Estat: enderrocat o destruït                           | 42° 05′ 02″ N, 1° 28′ 42″ E / 42.08376°N,1.47835°E 850 msnm                                              |                                                      |                            | Modifica les dades a Wikidata |
|        | Cal Garrigar               | els Torrents       | masia                          | Estat: ruïnós                                          | 42° 06′ 02″ N, 1° 32′ 29″ E / 42.1006327384853°N,1.54127435155364°E 1328 msnm                            |                                                      |                            | Modifica les dades a Wikidata |
|        | Cal Misèria                | Timoneda           | masia                          | Estat: enderrocat o destruït                           | 42° 03′ 23″ N, 1° 27′ 04″ E / 42.0563473471241°N,1.45111952364458°E 761 msnm                             |                                                      |                            | Modifica les dades a Wikidata |
|        | Cal Reig                   | Montpolt           | masia                          | Estat: ruïnós                                          | 42° 04′ 11″ N, 1° 26′ 00″ E / 42.0697°N,1.43338°E 625 msnm                                               |                                                      |                            | Modifica les dades a Wikidata |
|        | Cal Sarter                 | Montpolt           | masia                          |                                                        | 42° 04′ 46″ N, 1° 25′ 34″ E / 42.0793225283041°N,1.42599536699574°E 728 msnm                             |                                                      |                            | Modifica les dades a Wikidata |
|        | Cal Socarrats              | la Llena           | masia                          |                                                        | 42° 02′ 25″ N, 1° 26′ 25″ E / 42.04025°N,1.44030556°E 671 msnm                                           |                                                      |                            | Modifica les dades a Wikidata |
|        | Cal Sort                   | Timoneda           | masia                          | Estat: enderrocat o destruït                           | 42° 04′ 57″ N, 1° 28′ 29″ E / 42.0824017586796°N,1.47460518373484°E 873 msnm                             |                                                      |                            | Modifica les dades a Wikidata |
|        | Cal Traveria               | els Torrents       | masia                          |                                                        | 42° 04′ 52″ N, 1° 31′ 50″ E / 42.0812°N,1.53048°E 1149 msnm                                              |                                                      |                            | Modifica les dades a Wikidata |
|        | Cal Vinyaire               | Lladurs            | masia                          | Estat: ruïnós                                          | 42° 01′ 44″ N, 1° 30′ 14″ E / 42.02883611°N,1.50386667°E 765 msnm                                        |                                                      |                            | Modifica les dades a Wikidata |
|        | Capdevila                  | els Torrents       | masia                          | Estat: ruïnós                                          | 42° 05′ 56″ N, 1° 34′ 22″ E / 42.099°N,1.57272°E 1145 msnm                                               |                                                      | Capdevila (Lladurs)        | Modifica les dades a Wikidata |
|        | Carissols                  | Montpolt           | masia                          |                                                        | 42° 06′ 19″ N, 1° 23′ 55″ E / 42.10525°N,1.39848889°E 1035 msnm                                          |                                                      |                            | Modifica les dades a Wikidata |
|        | Casa Corral                | Lladurs            | masia                          |                                                        | 42° 02′ 40″ N, 1° 30′ 21″ E / 42.0444°N,1.50577°E 821 msnm                                               |                                                      |                            | Modifica les dades a Wikidata |
|        | Casa Juliana               | els Torrents       | masia                          | Estat: ruïnós                                          | 42° 03′ 46″ N, 1° 32′ 36″ E / 42.0628052717401°N,1.54330098543915°E 919 msnm                             |                                                      |                            | Modifica les dades a Wikidata |
|        | Casa Sivella               | Lladurs            | masia                          | Estat: enderrocat o destruït                           | 42° 03′ 17″ N, 1° 29′ 49″ E / 42.0548052325032°N,1.49701825871871°E 775 msnm                             |                                                      |                            | Modifica les dades a Wikidata |
|        | Casanova de Cinca          | Lladurs            | masia                          |                                                        | 42° 02′ 44″ N, 1° 29′ 45″ E / 42.04564167°N,1.49576944°E 844 msnm                                        |                                                      |                            | Modifica les dades a Wikidata |
|        | Casanova de Serentill      | Montpolt           | masia                          |                                                        | 42° 06′ 07″ N, 1° 24′ 17″ E / 42.10188056°N,1.40473333°E 979 msnm                                        |                                                      |                            | Modifica les dades a Wikidata |
|        | Casanova de Solanelles     | Timoneda           | masia                          |                                                        | 42° 03′ 58″ N, 1° 26′ 46″ E / 42.0661°N,1.44613°E 716 msnm                                               |                                                      |                            | Modifica les dades a Wikidata |
|        | Caseta Vella d'Angrill     | Montpolt           | masia                          |                                                        | 42° 04′ 10″ N, 1° 23′ 55″ E / 42.069539694989°N,1.39850860456911°E 841 msnm                              |                                                      |                            | Modifica les dades a Wikidata |
|        | Caseta de Baix             | Lladurs            | masia                          |                                                        | 42° 02′ 14″ N, 1° 31′ 35″ E / 42.0372°N,1.52643°E 723 msnm                                               |                                                      |                            | Modifica les dades a Wikidata |
|        | Caseta de Barba            | Lladurs            | masia                          |                                                        | 42° 02′ 07″ N, 1° 27′ 43″ E / 42.0353°N,1.46203°E 743 msnm                                               |                                                      |                            | Modifica les dades a Wikidata |
|        | Caseta de Dalt             | Lladurs            | masia                          |                                                        | 42° 03′ 12″ N, 1° 31′ 28″ E / 42.05324167°N,1.52431944°E 951 msnm                                        |                                                      | La Caseta de Dalt          | Modifica les dades a Wikidata |
|        | Caseta de Fàbrega          | Lladurs            | masia                          |                                                        | 42° 02′ 06″ N, 1° 29′ 44″ E / 42.03489111°N,1.49553333°E 815 msnm                                        |                                                      |                            | Modifica les dades a Wikidata |
|        | Caseta de Vilanova         | Lladurs            | masia                          | Estat: enderrocat o destruït                           | 42° 05′ 28″ N, 1° 31′ 34″ E / 42.0911°N,1.52611°E 1240 msnm                                              |                                                      |                            | Modifica les dades a Wikidata |
|        | Caseta de l'Alzina         | Lladurs            | masia                          |                                                        | 42° 01′ 13″ N, 1° 29′ 35″ E / 42.020339°N,1.49296°E 798 msnm                                             |                                                      |                            | Modifica les dades a Wikidata |
|        | Caseta de la Mosella       | Lladurs            | masia                          |                                                        | 42° 01′ 32″ N, 1° 26′ 26″ E / 42.0256172791215°N,1.44042691003458°E 714 msnm                             |                                                      |                            | Modifica les dades a Wikidata |
|        | Castelló                   | els Torrents       | masia                          | Estat: ruïnós Llarg: 7.25m Ample: 6.85m                | 42° 04′ 38″ N, 1° 34′ 04″ E / 42.0771°N,1.56791°E 786 msnm                                               |                                                      |                            | Modifica les dades a Wikidata |
|        | Cavallol                   | Lladurs            | masia                          |                                                        | 42° 03′ 18″ N, 1° 31′ 16″ E / 42.055°N,1.52114°E 971 msnm                                                |                                                      | Cavallol (Lladurs)         | Modifica les dades a Wikidata |
|        | Cinca                      | Lladurs            | masia                          | Estil: arquitectura popular 16th century               | 42° 03′ 01″ N, 1° 30′ 35″ E / 42.05028694°N,1.50970278°E ca:Ctra. St. Llorenç, km 8 838 msnm             | bé integrant del patrimoni cultural català           | Cinca (Lladurs)            | Modifica les dades a Wikidata |
|        | Cirera d'Amunt             | Lladurs            | masia                          |                                                        | 42° 02′ 08″ N, 1° 29′ 18″ E / 42.03543889°N,1.48823611°E 812 msnm                                        |                                                      |                            | Modifica les dades a Wikidata |
|        | Cirera d'Avall             | Lladurs            | masia                          |                                                        | 42° 02′ 04″ N, 1° 29′ 21″ E / 42.03446667°N,1.48914722°E 813 msnm                                        |                                                      |                            | Modifica les dades a Wikidata |
|        | Codina                     | Lladurs            | masia                          | Estat: ruïnós                                          | 42° 02′ 39″ N, 1° 32′ 51″ E / 42.0440710796519°N,1.54747471764312°E 775 msnm                             |                                                      |                            | Modifica les dades a Wikidata |
|        | Coscollola                 | Montpolt           | masia                          |                                                        | 42° 05′ 11″ N, 1° 23′ 18″ E / 42.08638889°N,1.38839722°E 978 msnm                                        |                                                      |                            | Modifica les dades a Wikidata |
|        | Costafreda                 | els Torrents       | masia                          |                                                        | 42° 03′ 48″ N, 1° 32′ 16″ E / 42.06329495808°N,1.53789929929056°E 955 msnm                               |                                                      |                            | Modifica les dades a Wikidata |
|        | Ferriol                    | Timoneda           | masia                          | Llarg: 11.7m Ample: 8.5m                               | 42° 05′ 02″ N, 1° 29′ 54″ E / 42.08395528°N,1.49821667°E 1112 msnm                                       |                                                      | Ferriol (Lladurs)          | Modifica les dades a Wikidata |
|        | Foix                       | els Torrents       | masia                          |                                                        | 42° 02′ 27″ N, 1° 33′ 27″ E / 42.0409456772284°N,1.55745321158558°E 700 msnm                             |                                                      |                            | Modifica les dades a Wikidata |
|        | Graus                      | la Llena           | masia                          |                                                        | 42° 02′ 41″ N, 1° 26′ 27″ E / 42.0446253386633°N,1.44078363894311°E 676 msnm                             |                                                      |                            | Modifica les dades a Wikidata |
|        | Graus (Lladurs)            | Lladurs            | masia                          |                                                        | 42° 02′ 41″ N, 1° 26′ 26″ E / 42.0446°N,1.44047°E                                                        |                                                      |                            | Modifica les dades a Wikidata |
|        | Hostal de Cirera           | Lladurs            | masia                          |                                                        | 42° 02′ 12″ N, 1° 28′ 58″ E / 42.0367°N,1.48272°E 820 msnm                                               |                                                      |                            | Modifica les dades a Wikidata |
|        | Hostal de Roquer           | Montpolt           | masia                          |                                                        | 42° 05′ 03″ N, 1° 24′ 08″ E / 42.08423333°N,1.40232639°E 890 msnm                                        |                                                      | Hostal del Roquer          | Modifica les dades a Wikidata |
|        | Hostal del Cap del Pla     | els Torrents       | masia                          | Llarg: 27.82m Ample: 22.95m                            | 42° 05′ 27″ N, 1° 31′ 01″ E / 42.0908°N,1.51694°E 1116 msnm                                              |                                                      | Hostal del Cap del Pla     | Modifica les dades a Wikidata |
|        | Hostal del Pont del Clop   | Timoneda           | masia                          | Estat: ruïnós Llarg: 11.7m Ample: 7m                   | 42° 04′ 26″ N, 1° 26′ 08″ E / 42.07383056°N,1.43546028°E ca:Dreta de la Ribera Salada 615 msnm           |                                                      | Hostal del Pont del Clop   | Modifica les dades a Wikidata |
|        | Hostal del Vent            | els Torrents       | masia                          | Estat: ruïnós                                          | 42° 06′ 16″ N, 1° 32′ 40″ E / 42.1045°N,1.54441°E ca:Carretera Solsona - Sant Llorenç, km 17,3 1279 msnm |                                                      | Hostal del Vent (Lladurs)  | Modifica les dades a Wikidata |
|        | Inglabaga                  | Montpolt           | masia                          |                                                        | 42° 03′ 57″ N, 1° 25′ 54″ E / 42.06583333°N,1.43154444°E 609 msnm                                        |                                                      | Inglabaga                  | Modifica les dades a Wikidata |
|        | Isanta                     | els Torrents       | masia antic municipi d'Espanya | Estat: ruïnós                                          | 42° 05′ 47″ N, 1° 31′ 00″ E / 42.0963282768139°N,1.51672836290657°E 1048 msnm                            |                                                      |                            | Modifica les dades a Wikidata |
|        | Llera                      | Lladurs            | masia                          | Estil: arquitectura popular 14th century               | 42° 01′ 37″ N, 1° 30′ 58″ E / 42.0269°N,1.51616°E ca:Cra. LV-4241, km 4,6 790 msnm                       | bé integrant del patrimoni cultural català           | Llera                      | Modifica les dades a Wikidata |
|        | Meix Nou                   | Lladurs            | masia                          |                                                        | 42° 02′ 04″ N, 1° 32′ 03″ E / 42.03458056°N,1.53411472°E 703 msnm                                        |                                                      |                            | Modifica les dades a Wikidata |
|        | Meix Vell                  | Lladurs            | masia                          |                                                        | 42° 02′ 00″ N, 1° 31′ 30″ E / 42.03325°N,1.52493333°E 727 msnm                                           |                                                      |                            | Modifica les dades a Wikidata |
|        | Olivella                   | els Torrents       | masia                          |                                                        | 42° 03′ 48″ N, 1° 33′ 28″ E / 42.0633922251208°N,1.557682379675°E 934 msnm                               |                                                      |                            | Modifica les dades a Wikidata |
|        | Palou                      | Timoneda           | masia                          | Llarg: 14.6m Ample: 9.4m                               | 42° 05′ 27″ N, 1° 29′ 06″ E / 42.09086111°N,1.48505306°E 931 msnm                                        |                                                      | Palou (Lladurs)            | Modifica les dades a Wikidata |
|        | Palouet                    | Timoneda           | masia                          | Estat: ruïnós Llarg: 10.2m Ample: 4.35m                | 42° 05′ 36″ N, 1° 29′ 06″ E / 42.09329444°N,1.48506667°E 922 msnm                                        |                                                      |                            | Modifica les dades a Wikidata |
|        | Pilans                     | els Torrents       | masia                          | Estat: enderrocat o destruït                           | 42° 05′ 52″ N, 1° 33′ 03″ E / 42.0978465216371°N,1.55096414378978°E 1210 msnm                            |                                                      |                            | Modifica les dades a Wikidata |
|        | Porredon                   | Montpolt           | masia                          |                                                        | 42° 03′ 30″ N, 1° 24′ 01″ E / 42.05838889°N,1.400355°E 772 msnm                                          |                                                      | Porredon                   | Modifica les dades a Wikidata |
|        | Puigpinós                  | Timoneda           | masia                          | Llarg: 24.3m Ample: 20.5m                              | 42° 04′ 29″ N, 1° 28′ 21″ E / 42.07466667°N,1.47259444°E 884 msnm                                        |                                                      | Puigpinós                  | Modifica les dades a Wikidata |
|        | Puigsec                    | Lladurs            | masia                          | Estat: ruïnós                                          | 42° 02′ 07″ N, 1° 32′ 57″ E / 42.0353°N,1.54908°E 740 msnm                                               |                                                      |                            | Modifica les dades a Wikidata |
|        | Puitdeponç                 | els Torrents       | masia                          | Estat: ruïnós                                          | 42° 04′ 06″ N, 1° 33′ 36″ E / 42.06828056°N,1.5599°E 932 msnm                                            |                                                      |                            | Modifica les dades a Wikidata |
|        | Pujolets                   | Montpolt           | masia                          | Estat: ruïnós                                          | 42° 04′ 46″ N, 1° 24′ 37″ E / 42.07955556°N,1.4104°E 804 msnm                                            |                                                      |                            | Modifica les dades a Wikidata |
|        | Purgimon                   | Terrassola         | masia                          |                                                        | 42° 02′ 11″ N, 1° 24′ 42″ E / 42.0363°N,1.41162°E 652 msnm                                               |                                                      | Purgimon                   | Modifica les dades a Wikidata |
|        | Rectoria de Timoneda       | Timoneda           | masia rectoria                 | Estil: arquitectura popular Llarg: 16.3m Ample: 8.4m   | 42° 04′ 40″ N, 1° 28′ 18″ E / 42.077711111111°N,1.4715694444444°E 923 msnm                               |                                                      | Rectoria de Timoneda       | Modifica les dades a Wikidata |
|        | Riard                      | Lladurs            | masia                          | Estil: arquitectura popular 12nd century               | 42° 04′ 14″ N, 1° 30′ 27″ E / 42.07052778°N,1.50737222°E ca:Ctra. St. Llorenç, km 9 1036 msnm            | bé integrant del patrimoni cultural català           | Riart                      | Modifica les dades a Wikidata |
|        | Ritort                     | Timoneda           | masia                          |                                                        | 42° 05′ 26″ N, 1° 27′ 16″ E / 42.0905336282834°N,1.45436272831547°E 746 msnm                             |                                                      |                            | Modifica les dades a Wikidata |
|        | Roquer                     | Montpolt           | masia                          |                                                        | 42° 05′ 27″ N, 1° 24′ 51″ E / 42.0909°N,1.41415°E 861 msnm                                               |                                                      |                            | Modifica les dades a Wikidata |
|        | Roquerot                   | Montpolt           | masia                          | Estat: ruïnós                                          | 42° 02′ 47″ N, 1° 25′ 02″ E / 42.04644444°N,1.41708806°E 667 msnm                                        |                                                      |                            | Modifica les dades a Wikidata |
|        | Rotgers                    | Lladurs            | masia                          | Estil: arquitectura popular 16th century               | 42° 01′ 11″ N, 1° 31′ 02″ E / 42.0198°N,1.51711°E ca:Ctra. St. Llorenç, km 3 777 msnm                    | bé integrant del patrimoni cultural català           | Rotgers                    | Modifica les dades a Wikidata |
|        | Santandreu                 | els Torrents       | masia                          |                                                        | 42° 04′ 31″ N, 1° 32′ 13″ E / 42.07519444°N,1.5369°E 1063 msnm                                           |                                                      |                            | Modifica les dades a Wikidata |
|        | Sarri                      | Timoneda           | masia                          | Llarg: 14.9m Ample: 13.5m                              | 42° 04′ 28″ N, 1° 29′ 27″ E / 42.07458333°N,1.49086667°E 996 msnm                                        |                                                      |                            | Modifica les dades a Wikidata |
|        | Serentill                  | Montpolt           | masia                          |                                                        | 42° 05′ 25″ N, 1° 25′ 04″ E / 42.0904113431031°N,1.41764414173365°E 823 msnm                             |                                                      |                            | Modifica les dades a Wikidata |
|        | Solanelles                 | Timoneda           | masia                          | Llarg: 20m Ample: 19m                                  | 42° 04′ 09″ N, 1° 27′ 24″ E / 42.06921028°N,1.45666667°E 744 msnm                                        |                                                      |                            | Modifica les dades a Wikidata |
|        | Solanes                    | Montpolt           | masia                          | 11st century                                           | 42° 04′ 06″ N, 1° 22′ 45″ E / 42.06825°N,1.37916667°E ca:Al nord-oest del terme de Lladurs 793 msnm      | bé d'interès cultural bé cultural d'interès nacional | Solanes (Lladurs)          | Modifica les dades a Wikidata |
|        | Tentellatge                | Montpolt           | masia                          | Estat: ruïnós                                          | 42° 06′ 26″ N, 1° 23′ 58″ E / 42.1071°N,1.39934°E 1036 msnm                                              |                                                      |                            | Modifica les dades a Wikidata |
|        | Torre d'en Dac             | Lladurs            | masia                          |                                                        | 42° 01′ 01″ N, 1° 28′ 53″ E / 42.01702778°N,1.481275°E 831 msnm                                          |                                                      |                            | Modifica les dades a Wikidata |
|        | Torrenteller               | els Torrents       | masia                          | Estat: ruïnós                                          | 42° 05′ 02″ N, 1° 33′ 15″ E / 42.0839°N,1.55426°E 1059 msnm                                              |                                                      | Torrenteller               | Modifica les dades a Wikidata |
|        | Vila-seca                  | els Torrents       | masia                          |                                                        | 42° 04′ 12″ N, 1° 31′ 31″ E / 42.0701°N,1.52515°E 1054 msnm                                              |                                                      |                            | Modifica les dades a Wikidata |
|        | Vilanova                   | els Torrents       | masia                          | Estil: arquitectura popular 11st century               | 42° 04′ 45″ N, 1° 31′ 27″ E / 42.0793°N,1.52426°E 1086 msnm                                              | bé integrant del patrimoni cultural català           | Vilanova d'Isanta          | Modifica les dades a Wikidata |
|        | Vilardell                  | Timoneda           | masia                          | Llarg: 14.2m Ample: 10m                                | 42° 04′ 08″ N, 1° 28′ 40″ E / 42.06875°N,1.47765556°E 840 msnm                                           |                                                      |                            | Modifica les dades a Wikidata |
|        | Villaró                    | Lladurs            | masia                          |                                                        | 42° 01′ 37″ N, 1° 27′ 51″ E / 42.02705556°N,1.46405556°E 768 msnm                                        |                                                      |                            | Modifica les dades a Wikidata |
|        | Xalagues                   | Montpolt           | masia                          |                                                        | 42° 04′ 13″ N, 1° 24′ 30″ E / 42.0704°N,1.40839°E 768 msnm                                               |                                                      |                            | Modifica les dades a Wikidata |
|        | el Casalot                 | Timoneda           | masia                          | Estat: enderrocat o destruït                           | 42° 04′ 24″ N, 1° 27′ 22″ E / 42.0732281193399°N,1.456027848255°E 801 msnm                               |                                                      |                            | Modifica les dades a Wikidata |
|        | el Castellet               | la Llena           | masia                          |                                                        | 42° 03′ 22″ N, 1° 27′ 41″ E / 42.0561083339314°N,1.46146999792327°E 780 msnm                             |                                                      |                            | Modifica les dades a Wikidata |
|        | el Casó                    | Lladurs            | masia                          |                                                        | 42° 02′ 32″ N, 1° 30′ 22″ E / 42.0421°N,1.50622°E 808 msnm                                               |                                                      |                            | Modifica les dades a Wikidata |
|        | el Clop                    | Timoneda           | masia                          | Llarg: 20.44m Ample: 11.7m                             | 42° 04′ 35″ N, 1° 26′ 24″ E / 42.07627778°N,1.44012778°E 721 msnm                                        |                                                      | El Clop                    | Modifica les dades a Wikidata |
|        | el Grau                    | Lladurs            | masia                          |                                                        | 42° 01′ 06″ N, 1° 30′ 16″ E / 42.0184°N,1.50446°E 712 msnm                                               |                                                      |                            | Modifica les dades a Wikidata |
|        | el Llac                    | Lladurs            | masia                          |                                                        | 42° 03′ 52″ N, 1° 29′ 55″ E / 42.0645°N,1.49854°E 890 msnm                                               |                                                      |                            | Modifica les dades a Wikidata |
|        | el Martí                   | els Torrents       | masia                          | Estat: ruïnós                                          | 42° 05′ 51″ N, 1° 30′ 58″ E / 42.0974°N,1.51603°E 1015 msnm                                              |                                                      |                            | Modifica les dades a Wikidata |
|        | el Pallàs                  | Montpolt           | masia                          |                                                        | 42° 03′ 40″ N, 1° 24′ 09″ E / 42.061108°N,1.402407°E 767 msnm                                            |                                                      | El Pallàs                  | Modifica les dades a Wikidata |
|        | el Pla de Montpol          | Montpolt           | masia                          |                                                        | 42° 05′ 17″ N, 1° 25′ 38″ E / 42.08794444°N,1.42709722°E 788 msnm                                        |                                                      |                            | Modifica les dades a Wikidata |
|        | el Prat                    | la Llena           | masia                          |                                                        | 42° 03′ 01″ N, 1° 27′ 30″ E / 42.0504°N,1.45822°E 758 msnm                                               |                                                      |                            | Modifica les dades a Wikidata |
|        | el Puit de Montpolt        | Montpolt           | masia                          |                                                        | 42° 04′ 29″ N, 1° 23′ 20″ E / 42.07480556°N,1.38881389°E 816 msnm                                        |                                                      |                            | Modifica les dades a Wikidata |
|        | el Puit dels Torrents      | els Torrents       | masia                          |                                                        | 42° 04′ 07″ N, 1° 32′ 54″ E / 42.068682°N,1.548248°E 1037 msnm                                           |                                                      |                            | Modifica les dades a Wikidata |
|        | el Roure                   | Lladurs            | masia                          |                                                        | 42° 02′ 23″ N, 1° 27′ 45″ E / 42.0397°N,1.46258°E 735 msnm                                               |                                                      |                            | Modifica les dades a Wikidata |
|        | el Soler de Timoneda       | Timoneda           | masia                          | Llarg: 15.01m Ample: 10.27m                            | 42° 03′ 43″ N, 1° 28′ 55″ E / 42.06205556°N,1.48203333°E 803 msnm                                        |                                                      |                            | Modifica les dades a Wikidata |
|        | el Solerot                 | Lladurs            | masia                          |                                                        | 42° 01′ 37″ N, 1° 29′ 53″ E / 42.02708333°N,1.49814167°E 802 msnm                                        |                                                      |                            | Modifica les dades a Wikidata |
|        | el Vilar                   | Timoneda           | masia                          | Llarg: 21.7m Ample: 15.09m                             | 42° 04′ 35″ N, 1° 27′ 04″ E / 42.07638889°N,1.45111389°E 816 msnm                                        |                                                      | El Vilar (Lladurs)         | Modifica les dades a Wikidata |
|        | el Xalet                   | Lladurs            | masia                          |                                                        | 42° 07′ 32″ N, 1° 24′ 13″ E / 42.1254844436912°N,1.40357247820288°E                                      |                                                      |                            | Modifica les dades a Wikidata |
|        | els Planells               | Lladurs            | masia                          |                                                        | 42° 00′ 58″ N, 1° 29′ 41″ E / 42.01619444°N,1.49485°E 808 msnm                                           |                                                      |                            | Modifica les dades a Wikidata |
|        | l'Alzina de Terrassola     | Terrassola         | masia                          |                                                        | 42° 02′ 43″ N, 1° 25′ 56″ E / 42.0454°N,1.43229°E 696 msnm                                               |                                                      |                            | Modifica les dades a Wikidata |
|        | l'Alzina del Pla de Cirera | Lladurs            | masia                          |                                                        | 42° 01′ 45″ N, 1° 29′ 13″ E / 42.02908333°N,1.48700278°E 818 msnm                                        |                                                      |                            | Modifica les dades a Wikidata |
|        | l'Horta de la Torre        | Lladurs            | masia                          |                                                        | 42° 01′ 04″ N, 1° 29′ 09″ E / 42.0178506613279°N,1.48591996832609°E                                      |                                                      |                            | Modifica les dades a Wikidata |
|        | l'Ingla                    | Lladurs            | masia                          |                                                        | 42° 03′ 57″ N, 1° 25′ 54″ E / 42.06580556°N,1.43156111°E                                                 |                                                      |                            | Modifica les dades a Wikidata |
|        | l'Ingla                    | el Pla dels Roures | masia                          |                                                        | 42° 02′ 16″ N, 1° 25′ 06″ E / 42.0377330571146°N,1.41822708042991°E 576 msnm                             |                                                      |                            | Modifica les dades a Wikidata |
|        | l'Ingla Nova               | el Pla dels Roures | masia                          |                                                        | 42° 02′ 12″ N, 1° 25′ 05″ E / 42.0365766556492°N,1.41796581585894°E 598 msnm                             |                                                      |                            | Modifica les dades a Wikidata |
|        | l'Om                       | Lladurs            | masia                          |                                                        | 42° 02′ 24″ N, 1° 30′ 15″ E / 42.03988889°N,1.50409167°E 811 msnm                                        |                                                      |                            | Modifica les dades a Wikidata |
|        | la Cajola                  | Lladurs            | masia                          |                                                        | 42° 00′ 51″ N, 1° 30′ 03″ E / 42.0141°N,1.50074°E 823 msnm                                               |                                                      |                            | Modifica les dades a Wikidata |
|        | la Casanova                | els Torrents       | masia                          | Anomenat per: la Salada                                | 42° 05′ 18″ N, 1° 30′ 25″ E / 42.088372°N,1.506863°E 1091 msnm                                           |                                                      | La Casanova de la Salada   | Modifica les dades a Wikidata |
|        | la Caseta de Baix          | Lladurs            | masia                          |                                                        | 42° 02′ 15″ N, 1° 31′ 35″ E / 42.0374°N,1.52647°E                                                        |                                                      |                            | Modifica les dades a Wikidata |
|        | la Fàbrega                 | Lladurs            | masia                          |                                                        | 42° 02′ 07″ N, 1° 29′ 43″ E / 42.03517361°N,1.49535833°E 818 msnm                                        |                                                      |                            | Modifica les dades a Wikidata |
|        | la Ginebrosa               | Terrassola         | masia                          | Llarg: 17.41m Ample: 14.21m                            | 42° 03′ 21″ N, 1° 25′ 33″ E / 42.05588889°N,1.42579444°E 592 msnm                                        |                                                      | La Ginebrosa (Lladurs)     | Modifica les dades a Wikidata |
|        | la Guàrdia                 | Lladurs            | masia                          |                                                        | 42° 02′ 58″ N, 1° 28′ 56″ E / 42.0495678820122°N,1.48229092495367°E 854 msnm                             |                                                      |                            | Modifica les dades a Wikidata |
|        | la Malosa                  | Lladurs            | masia                          | Estat: ruïnós                                          | 42° 01′ 25″ N, 1° 26′ 56″ E / 42.0237313078764°N,1.44879526691443°E 737 msnm                             |                                                      |                            | Modifica les dades a Wikidata |
|        | la Moixella                | Lladurs            | masia                          |                                                        | 42° 03′ 10″ N, 1° 29′ 23″ E / 42.05291389°N,1.48959722°E 784 msnm                                        |                                                      |                            | Modifica les dades a Wikidata |
|        | la Mosella                 | Lladurs            | masia                          |                                                        | 42° 02′ 03″ N, 1° 26′ 37″ E / 42.03402778°N,1.4435°E 723 msnm                                            |                                                      |                            | Modifica les dades a Wikidata |
|        | la Planella                | els Torrents       | masia                          | Estat: enderrocat o destruït                           | 42° 03′ 16″ N, 1° 33′ 52″ E / 42.054429°N,1.564358°E 675 msnm                                            |                                                      |                            | Modifica les dades a Wikidata |
|        | la Ribereta                | Lladurs            | masia                          |                                                        | 42° 00′ 56″ N, 1° 30′ 32″ E / 42.01549167°N,1.50890278°E 692 msnm                                        |                                                      | La Ribereta (Lladurs)      | Modifica les dades a Wikidata |
|        | la Salada                  | els Torrents       | masia                          | Estil: arquitectura popular 15th century               | 42° 05′ 20″ N, 1° 30′ 53″ E / 42.088961°N,1.514588°E ca:Ctra. Sant Llorenç, km 10 1100 msnm              | bé integrant del patrimoni cultural català           | La Salada (Lladurs)        | Modifica les dades a Wikidata |
|        | la Salada Vella            | els Torrents       | masia                          | Estat: ruïnós                                          | 42° 04′ 59″ N, 1° 32′ 32″ E / 42.08291667°N,1.54233889°E 1054 msnm                                       |                                                      |                            | Modifica les dades a Wikidata |
|        | la Serra                   | Lladurs            | masia                          |                                                        | 42° 04′ 38″ N, 1° 32′ 30″ E / 42.07713889°N,1.54165556°E 1154 msnm                                       |                                                      | La Serra (Lladurs)         | Modifica les dades a Wikidata |
|        | la Serra de Baix           | la Llena           | masia                          |                                                        | 42° 02′ 57″ N, 1° 27′ 54″ E / 42.04927778°N,1.465°E 785 msnm                                             |                                                      | La Serra de Baix (Lladurs) | Modifica les dades a Wikidata |
|        | la Serra de Dalt           | la Llena           | masia                          |                                                        | 42° 02′ 57″ N, 1° 28′ 02″ E / 42.0493°N,1.46719°E 795 msnm                                               |                                                      | La Serra de Dalt (Lladurs) | Modifica les dades a Wikidata |
|        | la Solana                  | Lladurs            | masia                          | Estat: ruïnós                                          | 42° 03′ 28″ N, 1° 30′ 21″ E / 42.0578°N,1.50588°E 882 msnm                                               |                                                      |                            | Modifica les dades a Wikidata |
|        | la Sort                    | Montpolt           | masia                          |                                                        | 42° 04′ 41″ N, 1° 25′ 16″ E / 42.0780953725184°N,1.4212384386741°E 764 msnm                              |                                                      |                            | Modifica les dades a Wikidata |
|        | la Teuleria                | Montpolt           | masia                          |                                                        | 42° 04′ 48″ N, 1° 25′ 30″ E / 42.080097°N,1.424988°E 732 msnm                                            |                                                      |                            | Modifica les dades a Wikidata |
|        | la Torre de Montpolt       | Montpolt           | masia                          |                                                        | 42° 05′ 10″ N, 1° 25′ 35″ E / 42.08613889°N,1.42644167°E 773 msnm                                        |                                                      |                            | Modifica les dades a Wikidata |
|        | la Trilla                  | Lladurs            | masia                          | Estil: arquitectura popular 15th century Estat: ruïnós | 42° 02′ 47″ N, 1° 30′ 44″ E / 42.04625°N,1.51233333°E 803 msnm                                           |                                                      | La Trilla (Lladurs)        | Modifica les dades a Wikidata |
|        | la Tàpia                   | Timoneda           | masia                          |                                                        | 42° 04′ 32″ N, 1° 26′ 25″ E / 42.0756°N,1.44039°E 717 msnm                                               |                                                      | La Tàpia                   | Modifica les dades a Wikidata |
|        | la Vilella                 | Montpolt           | masia                          |                                                        | 42° 03′ 25″ N, 1° 25′ 05″ E / 42.05708333°N,1.41797194°E 708 msnm                                        |                                                      |                            | Modifica les dades a Wikidata |

## molí d'aigua
| imatge | Nom                  | Ubicat a           | instància de | Detalls                     | coordenades                                                                                     | Protecció                                  | Commons (més fotos)  | Dades a WD                    |
| ------ | -------------------- | ------------------ | ------------ | --------------------------- | ----------------------------------------------------------------------------------------------- | ------------------------------------------ | -------------------- | ----------------------------- |
|        | Molí de Foix         | Lladurs            | molí d'aigua |                             | 42° 02′ 10″ N, 1° 33′ 48″ E / 42.03605833°N,1.56331389°E ca:Ala dreta del Cardener 572 msnm     |                                            |                      | Modifica les dades a Wikidata |
|        | Molí de l'Ingla      | el Pla dels Roures | molí d'aigua | Estil: arquitectura popular | 42° 02′ 14″ N, 1° 25′ 08″ E / 42.037302°N,1.418932°E ca:A la dreta de la Ribera Salada 554 msnm | bé integrant del patrimoni cultural català |                      | Modifica les dades a Wikidata |
|        | Molí de la Ginebrosa | Terrassola         | molí d'aigua | Estil: arquitectura popular | 42° 03′ 20″ N, 1° 25′ 33″ E / 42.055543°N,1.425802°E 592 msnm                                   | bé integrant del patrimoni cultural català | Molí de la Ginebrosa | Modifica les dades a Wikidata |

## muntanya
| imatge | Nom                               | Ubicat a     | instància de | Detalls                     | coordenades                                                        | Protecció | Commons (més fotos)          | Dades a WD                    |
| ------ | --------------------------------- | ------------ | ------------ | --------------------------- | ------------------------------------------------------------------ | --------- | ---------------------------- | ----------------------------- |
|        | Cap d'Estaques                    | Lladurs Odèn | muntanya     |                             | 42° 05′ 58″ N, 1° 32′ 23″ E / 42.09954167°N,1.53969444°E 1354 msnm |           |                              | Modifica les dades a Wikidata |
|        | Prat d'Estaques                   | Lladurs      | muntanya     |                             | 42° 05′ 38″ N, 1° 31′ 51″ E / 42.09377222°N,1.53076389°E 1326 msnm |           |                              | Modifica les dades a Wikidata |
|        | Roca Llarga                       | Odèn Lladurs | muntanya     |                             | 42° 06′ 06″ N, 1° 23′ 18″ E / 42.101543°N,1.388204°E 1190 msnm     |           | Roca Llarga                  | Modifica les dades a Wikidata |
|        | Serrat de Carissols               | Lladurs Odèn | muntanya     |                             | 42° 06′ 17″ N, 1° 23′ 19″ E / 42.1046°N,1.38868°E 1217 msnm        |           | Serrat de Carissols          | Modifica les dades a Wikidata |
|        | Serrat de Castellà                | Lladurs      | muntanya     |                             | 42° 06′ 09″ N, 1° 25′ 19″ E / 42.10252222°N,1.42191111°E 943 msnm  |           |                              | Modifica les dades a Wikidata |
|        | Serrat de Graus                   | Lladurs      | muntanya     |                             | 42° 03′ 06″ N, 1° 26′ 32″ E / 42.0518°N,1.44215°E 725 msnm         |           |                              | Modifica les dades a Wikidata |
|        | Serrat de Porredon                | Lladurs      | muntanya     |                             | 42° 03′ 31″ N, 1° 23′ 50″ E / 42.058625°N,1.39731667°E 854 msnm    |           | Serrat de Porredon (Lladurs) | Modifica les dades a Wikidata |
|        | Serrat de Puigpinós               | Lladurs      | muntanya     |                             | 42° 04′ 22″ N, 1° 28′ 20″ E / 42.07275°N,1.47216389°E 892 msnm     |           |                              | Modifica les dades a Wikidata |
|        | Serrat de la Centinella           | Lladurs      | muntanya     |                             | 42° 02′ 36″ N, 1° 25′ 38″ E / 42.04326944°N,1.427275°E 675.8 msnm  |           |                              | Modifica les dades a Wikidata |
|        | Serrat de la Creu de la Contrella | Lladurs      | muntanya     |                             | 42° 02′ 15″ N, 1° 30′ 54″ E / 42.03756667°N,1.515025°E 860 msnm    |           |                              | Modifica les dades a Wikidata |
|        | Serrat de la Fusta                | Lladurs      | muntanya     |                             | 42° 03′ 04″ N, 1° 28′ 41″ E / 42.05115222°N,1.47804444°E 854 msnm  |           |                              | Modifica les dades a Wikidata |
|        | Serrat del Castell                | Lladurs      | muntanya     |                             | 42° 03′ 12″ N, 1° 31′ 03″ E / 42.05325278°N,1.51743944°E 994 msnm  |           |                              | Modifica les dades a Wikidata |
|        | Serrat del Marquet                | Lladurs      | muntanya     |                             | 42° 03′ 08″ N, 1° 24′ 45″ E / 42.0523°N,1.41256°E 724 msnm         |           |                              | Modifica les dades a Wikidata |
|        | Serrat del Moro                   | Lladurs      | muntanya     |                             | 42° 05′ 12″ N, 1° 29′ 44″ E / 42.0867°N,1.49549°E 1152 msnm        |           |                              | Modifica les dades a Wikidata |
|        | Serrat del Rector                 | Lladurs      | muntanya     |                             | 42° 03′ 25″ N, 1° 27′ 25″ E / 42.05695°N,1.45705833°E 794 msnm     |           |                              | Modifica les dades a Wikidata |
|        | Serrat dels Rovellons             | Lladurs      | muntanya     |                             | 42° 02′ 49″ N, 1° 28′ 21″ E / 42.046818°N,1.472593°E 802 msnm      |           |                              | Modifica les dades a Wikidata |
|        | Tossal de la Guàrdia              | Lladurs      | muntanya     |                             | 42° 02′ 57″ N, 1° 29′ 12″ E / 42.049284°N,1.486684°E 907 msnm      |           |                              | Modifica les dades a Wikidata |
|        | Turó de Sant Gili                 | Lladurs      | muntanya     | Anomenat per: Gil l'Eremita | 42° 05′ 29″ N, 1° 25′ 42″ E / 42.0915°N,1.4284°E 863 msnm          |           |                              | Modifica les dades a Wikidata |
|        | Ventolada                         | Lladurs      | muntanya     |                             | 42° 06′ 09″ N, 1° 33′ 36″ E / 42.10236139°N,1.56001389°E 1319 msnm |           | La Ventolada                 | Modifica les dades a Wikidata |
|        | el Cogulló                        | Lladurs      | muntanya     |                             | 42° 05′ 18″ N, 1° 26′ 45″ E / 42.08823889°N,1.44590278°E 904 msnm  |           |                              | Modifica les dades a Wikidata |
|        | la Creueta                        | Lladurs      | muntanya     |                             | 42° 04′ 39″ N, 1° 24′ 48″ E / 42.07756389°N,1.41343889°E 813 msnm  |           |                              | Modifica les dades a Wikidata |
|        | la Roca de Montpolt               | Lladurs      | muntanya     |                             | 42° 05′ 15″ N, 1° 24′ 19″ E / 42.0874°N,1.4052°E 1007 msnm         |           | La Roca de Montpol           | Modifica les dades a Wikidata |

## pont
| imatge | Nom                        | Ubicat a | instància de | Detalls                                                                                             | coordenades                                                                         | Protecció                                  | Commons (més fotos)        | Dades a WD                    |
| ------ | -------------------------- | -------- | ------------ | --------------------------------------------------------------------------------------------------- | ----------------------------------------------------------------------------------- | ------------------------------------------ | -------------------------- | ----------------------------- |
|        | Pont de Lladurs            | Lladurs  | pont         | Estil: arquitectura popular 19th century                                                            | ca:Sobre la Ribera Salada, camí a Montpol                                           | bé integrant del patrimoni cultural català |                            | Modifica les dades a Wikidata |
|        | Pont del Clop              | Lladurs  | pont         | Travessa: Ribera Salada                                                                             | 42° 04′ 25″ N, 1° 26′ 08″ E / 42.073617°N,1.435523°E 613 msnm                       |                                            | Pont del Clop              | Modifica les dades a Wikidata |
|        | Pont del Molí d'Ingla      | Lladurs  | pont         | Estil: arquitectura popular 17th century Travessa: Ribera Salada                                    | 42° 02′ 08″ N, 1° 25′ 10″ E / 42.035652°N,1.419355°E ca:el Pla dels Roures 554 msnm | bé integrant del patrimoni cultural català | Pont del Molí d'Ingla      | Modifica les dades a Wikidata |
|        | Pont del Molí de Ginebrosa | Lladurs  | pont         | Estil: arquitectura popular 17th century Travessa: Ribera Salada Anomenat per: Molí de la Ginebrosa | 42° 03′ 18″ N, 1° 25′ 34″ E / 42.054917°N,1.426237°E ca:Terrassola 582 msnm         | bé integrant del patrimoni cultural català | Pont del Molí de Ginebrosa | Modifica les dades a Wikidata |
|        | Pontet de Llera            | Lladurs  | pont         | | 42° 01′ 34″ N, 1° 31′ 07″ E / 42.0262288150876°N,1.51852839225291°E                 |                                            |                            | Modifica les dades a Wikidata |

## serra
| imatge | Nom                       | Ubicat a                       | instància de | Detalls                                  | coordenades                                                                 | Protecció | Commons (més fotos)          | Dades a WD                    |
| ------ | ------------------------- | ------------------------------ | ------------ | ---------------------------------------- | --------------------------------------------------------------------------- | --------- | ---------------------------- | ----------------------------- |
|        | Carena del Soler          | Lladurs                        | serra        |                                          | 42° 03′ 57″ N, 1° 29′ 14″ E / 42.0658°N,1.48709°E 899 msnm                  |           |                              | Modifica les dades a Wikidata |
|        | Serra Alta                | Lladurs                        | serra        | Llarg: 3.8km                             | 42° 05′ 33″ N, 1° 32′ 48″ E / 42.092525°N,1.54678611°E 1354 msnm            |           | Serra Alta (Lladurs)         | Modifica les dades a Wikidata |
|        | Serra de Castelló         | Lladurs                        | serra        | Llarg: 0.97km                            | 42° 04′ 46″ N, 1° 33′ 52″ E / 42.07930833°N,1.56456389°E 913 msnm           |           |                              | Modifica les dades a Wikidata |
|        | Serra de Freixa           | Castellar de la Ribera Lladurs | serra        | Llarg: 0.6km                             | 42° 03′ 19″ N, 1° 23′ 32″ E / 42.0554°N,1.39211°E 790 msnm                  |           |                              | Modifica les dades a Wikidata |
|        | Serra de Juncar           | Lladurs                        | serra        |                                          | 42° 03′ 12″ N, 1° 32′ 36″ E / 42.0533°N,1.54342°E 1002 msnm                 |           |                              | Modifica les dades a Wikidata |
|        | Serra de Vila-seca        | Lladurs                        | serra        |                                          | 42° 04′ 52″ N, 1° 32′ 17″ E / 42.081°N,1.53796°E 1327 msnm                  |           | Serra de Vila-seca (Lladurs) | Modifica les dades a Wikidata |
|        | Serra de la Móra          | Lladurs                        | serra        |                                          | 42° 04′ 47″ N, 1° 29′ 06″ E / 42.0796°N,1.48505°E 1152 msnm                 |           |                              | Modifica les dades a Wikidata |
|        | Serra del Puit            | Lladurs                        | serra        | Anomenat per: el Puit de Montpolt        | 42° 05′ 21″ N, 1° 23′ 36″ E / 42.0893°N,1.3932°E ca:Montpol 1052 msnm       |           |                              | Modifica les dades a Wikidata |
|        | Serra del Puit            | Lladurs                        | serra        | Anomenat per: el Puit dels Torrents      | 42° 04′ 12″ N, 1° 33′ 51″ E / 42.0699°N,1.56416°E ca:Els Torrents 1021 msnm |           |                              | Modifica les dades a Wikidata |
|        | Serrat Alt                | Lladurs Olius Solsona          | serra        |                                          | 42° 01′ 05″ N, 1° 31′ 34″ E / 42.01815°N,1.526203°E 871 msnm                |           |                              | Modifica les dades a Wikidata |
|        | Serrat de Cal Marc        | Lladurs Odèn                   | serra        | Anomenat per: Cal Marc                   | 42° 05′ 38″ N, 1° 22′ 40″ E / 42.094°N,1.37773°E 1038 msnm                  |           |                              | Modifica les dades a Wikidata |
|        | Serrat de Cal Poca        | Lladurs                        | serra        |                                          | 42° 03′ 51″ N, 1° 31′ 58″ E / 42.064244°N,1.532886°E 1036 msnm              |           |                              | Modifica les dades a Wikidata |
|        | Serrat de Prat d'Estaques | Lladurs Odèn                   | serra        | Anomenat per: Prat d'Estaques            | 42° 06′ 04″ N, 1° 31′ 35″ E / 42.1011°N,1.52637°E 1336 msnm                 |           | Serrat de Prat d'Estaques    | Modifica les dades a Wikidata |
|        | Serrat de Rotgers         | Lladurs                        | serra        | Anomenat per: Rotgers                    | 42° 01′ 28″ N, 1° 31′ 13″ E / 42.02454167°N,1.52031389°E 881 msnm           |           |                              | Modifica les dades a Wikidata |
|        | Serrat de l'Alzina        | Lladurs                        | serra        | Anomenat per: l'Alzina del Pla de Cirera | 42° 01′ 43″ N, 1° 28′ 53″ E / 42.0286°N,1.48133°E 906 msnm                  |           |                              | Modifica les dades a Wikidata |
|        | Serrat de l'Om            | Lladurs                        | serra        |                                          | 42° 01′ 31″ N, 1° 30′ 28″ E / 42.02527778°N,1.507725°E 822 msnm             |           |                              | Modifica les dades a Wikidata |
|        | Serrat de la Casanova     | Lladurs                        | serra        | Anomenat per: Casanova de Cinca          | 42° 02′ 11″ N, 1° 29′ 56″ E / 42.0364°N,1.49878°E 868 msnm                  |           |                              | Modifica les dades a Wikidata |
|        | Serrat de la Font Vella   | Lladurs Odèn                   | serra        |                                          | 42° 06′ 32″ N, 1° 24′ 51″ E / 42.10899722°N,1.41414444°E 1014 msnm          |           |                              | Modifica les dades a Wikidata |
|        | Serrat del Vent           | Lladurs Olius                  | serra        |                                          | 42° 02′ 20″ N, 1° 32′ 34″ E / 42.0389°N,1.54266°E 764 msnm                  |           | Serrat del Vent (Solsonès)   | Modifica les dades a Wikidata |

## vèrtex geodèsic
| imatge | Nom          | Ubicat a | instància de    | Detalls   | coordenades                                                        | Protecció | Commons (més fotos) | Dades a WD                    |
| ------ | ------------ | -------- | --------------- | --------- | ------------------------------------------------------------------ | --------- | ------------------- | ----------------------------- |
|        | Farriols     | Lladurs  | vèrtex geodèsic | Alt: 1.2m | 42° 05′ 12″ N, 1° 29′ 44″ E / 42.086662°N,1.495418°E 1152.205 msnm |           |                     | Modifica les dades a Wikidata |
|        | Lladurs      | Lladurs  | vèrtex geodèsic | Alt: 1.2m | 42° 03′ 10″ N, 1° 31′ 04″ E / 42.052913°N,1.51781°E 993.053 msnm   |           |                     | Modifica les dades a Wikidata |
|        | Pradestaques | Lladurs  | vèrtex geodèsic | Alt: 1.2m | 42° 05′ 38″ N, 1° 31′ 51″ E / 42.093782°N,1.53075°E 1326.925 msnm  |           |                     | Modifica les dades a Wikidata |

## Misc
| imatge | Nom                          | Ubicat a                                     | instància de                                  | Detalls                                                      | coordenades                                                                   | Protecció                                  | Commons (més fotos)  | Dades a WD                    |
| ------ | ---------------------------- | -------------------------------------------- | --------------------------------------------- | ------------------------------------------------------------ | ----------------------------------------------------------------------------- | ------------------------------------------ | -------------------- | ----------------------------- |
|        | Collada de Clarà             | Castellar de la Ribera Lladurs Olius         | collada                                       | Hi passa: C-26                                               | 42° 01′ 00″ N, 1° 27′ 50″ E / 42.0166°N,1.46375°E 880 msnm                    |                                            |                      | Modifica les dades a Wikidata |
|        | Granja de la Torre           | Montpolt                                     | granja                                        |                                                              | 42° 05′ 11″ N, 1° 25′ 47″ E / 42.0864873421246°N,1.42963887039954°E 784 msnm  |                                            |                      | Modifica les dades a Wikidata |
|        | LV-4011                      | Lladurs                                      | carretera                                     |                                                              | 42° 00′ 41″ N, 1° 29′ 19″ E / 42.0115°N,1.48855°E                             |                                            |                      | Modifica les dades a Wikidata |
|        | La Terma Alta                | Montpolt                                     | fita                                          |                                                              | 42° 05′ 05″ N, 1° 24′ 33″ E / 42.0848524709907°N,1.40902892231064°E 835 msnm  |                                            |                      | Modifica les dades a Wikidata |
|        | Les Cavalies                 | els Torrents                                 | despoblat                                     |                                                              | 42° 04′ 14″ N, 1° 32′ 06″ E / 42.0705353581097°N,1.53502547837457°E 1060 msnm |                                            |                      | Modifica les dades a Wikidata |
|        | Parc Ribera Salada           | Lladurs Castellar de la Ribera Odèn Bassella | àrea protegida Pla d'Espais d'Interès Natural | 1992 Superfície: 5536.44556ha                                | 42° 04′ 42″ N, 1° 26′ 13″ E / 42.078362°N,1.437075°E                          |                                            | Parc Ribera Salada   | Modifica les dades a Wikidata |
|        | Pont de la Frau              | Lladurs                                      | aqüeducte pont                                | Estil: arquitectura popular 18th century Travessa: riu Negre | 42° 01′ 20″ N, 1° 30′ 01″ E / 42.022272°N,1.500156°E 731 msnm                 | bé integrant del patrimoni cultural català | Pont de la Frau      | Modifica les dades a Wikidata |
|        | Santa Àgata                  | Lladurs                                      | edifici històric capella                      |                                                              | 42° 03′ 49″ N, 1° 26′ 09″ E / 42.0635510000228°N,1.4357519385189°E            |                                            |                      | Modifica les dades a Wikidata |
|        | casa consistorial de Lladurs | Lladurs                                      | casa consistorial                             |                                                              | 42° 02′ 41″ N, 1° 30′ 27″ E / 42.044757865308675°N,1.5076265504188862°E       |                                            | Town hall of Lladurs | Modifica les dades a Wikidata |
|        | cova del Pouet               | Lladurs                                      | cova                                          |                                                              | 42° 05′ 23″ N, 1° 34′ 01″ E / 42.0897599334549°N,1.56681861431056°E           |                                            |                      | Modifica les dades a Wikidata |
|        | l'Escola                     | els Torrents                                 | edifici                                       |                                                              | 42° 04′ 47″ N, 1° 31′ 25″ E / 42.0796643615635°N,1.52352397075402°E 1092 msnm |                                            |                      | Modifica les dades a Wikidata |
|        | l'Hostalot de l'Om           | Lladurs                                      | cabana                                        |                                                              | 42° 01′ 45″ N, 1° 30′ 54″ E / 42.0290651723843°N,1.51499562080636°E           |                                            |                      | Modifica les dades a Wikidata |